# Синьял-Караево
Синья́л-Кара́ево (чув. Çĕньял Карай) — деревня в Красноармейском районе Чувашской Республики.

## География
Находится в северной части Чувашии, на расстоянии приблизительно 8 км на запад-юго-запад по прямой от районного центра села Красноармейское.

## История
Известна с 1858 года как околоток деревни Караево (ныне село) со 108 жителями. В 1906 году было учтено 39 дворов, 208 жителей, в 1926 — 52 двора, 263 жителя, в 1939—304 жителя, в 1979—204. В 2002 году был 51 двор, в 2010 — 39 домохозяйств. В 1930 был образован колхоз «Ильич», в 2010 году действовали ООО «Караево», ООО «Крина». До 2021 года входила в состав Караевского сельского поселения до его упразднения.

## Население
Постоянное население составляло 114 человек (чуваши 100 %) в 2002 году, 95 в 2010.